# Telegrafische Überweisung
Unter einer Telegrafischen Überweisung versteht man die kurzfristige, meist grenzüberschreitende, elektronische Überweisung von Geldbeträgen. Als Kommunikationsgrundlage dafür nutzen die meisten Banken derzeit das weltweite System der SWIFT. In der Regel sollten Aufträge innerhalb von höchstens drei Banktagen sicher ausgeführt sein – die Frist bis zur Wertstellung auf dem Konto des Zahlungsempfängers kann allerdings von Land zu Land abweichen.